# Habitatge al carrer Gurb, 46 (Vic)
L'Habitatge al carrer Gurb, 46 és una obra de Vic (Osona) inclosa a l'Inventari del Patrimoni Arquitectònic de Catalunya.

## Descripció
Edifici civil. Casa d'habitatges entre mitgeres. Consta de planta baixa i dos pisos. És de planta rectangular i coberta per una terrassa. Presenta un eix de composició vertical. A la planta s'hi obre un ampli rectangular amb decoracions i inscripció d'estuc. Els forjats dels pisos estan marcats per motllures. La façana està coronada per una cornisa amb decoracions vegetals i una balustrada d'obra. Cal remarcar les baranes de ferro dels balcons.
La façana està força deteriorada, l'estuc està caient.

## Història
L'antic camí de Gurb sorgí com la prolongació del carrer de les Neus vers el segle xii i on s'anaren transformant les masies i edificacions en cases entre mitgeres que seguien el traçat natural del camí. Al segle xv es construí l'església gòtica dels Carmelitans prop de l'actual carrer Arquebisbe Alemany, enderrocada el 1655 en convertir-se la ciutat en plaça fortificada contra els francesos durant la guerra dels Segadors. Als segles XVII-XVIII es construí l'actual convent i l'església dels Carmelitans calçats. Al segle xviii la ciutat experimenta un fort creixement i aquests carrers itinerants es renoven formant part de l'Eixample Morató. Al segle xix, amb la urbanització de l'Horta d'en Xandri entre el carrer Gurb i de Manlleu també es renova. Actualment el carrer viu una etapa d'estancament i convindria revitalitzar-lo
Per bé que l'edificació primitiva es degué construir al segle xviii, l'edifici fou renovat a finals del segle xix com ho indica la inscripció del portal principal: 1883.